# Třída Bagley
Třída Bagley byla lodní třída torpédoborců námořnictva Spojených států amerických. Celkem bylo postaveno osm jednotek této třídy. Do služby vstoupily roku 1937. Všechny byly nasazeny ve druhé světové válce, přičemž tři jednotky byly za války ztraceny. Po válce byly všechny přeživší lodě vyřazeny. Dvě z nich byly roku 1946 použity při jaderných testech na atolu Bikini.

## Stavba

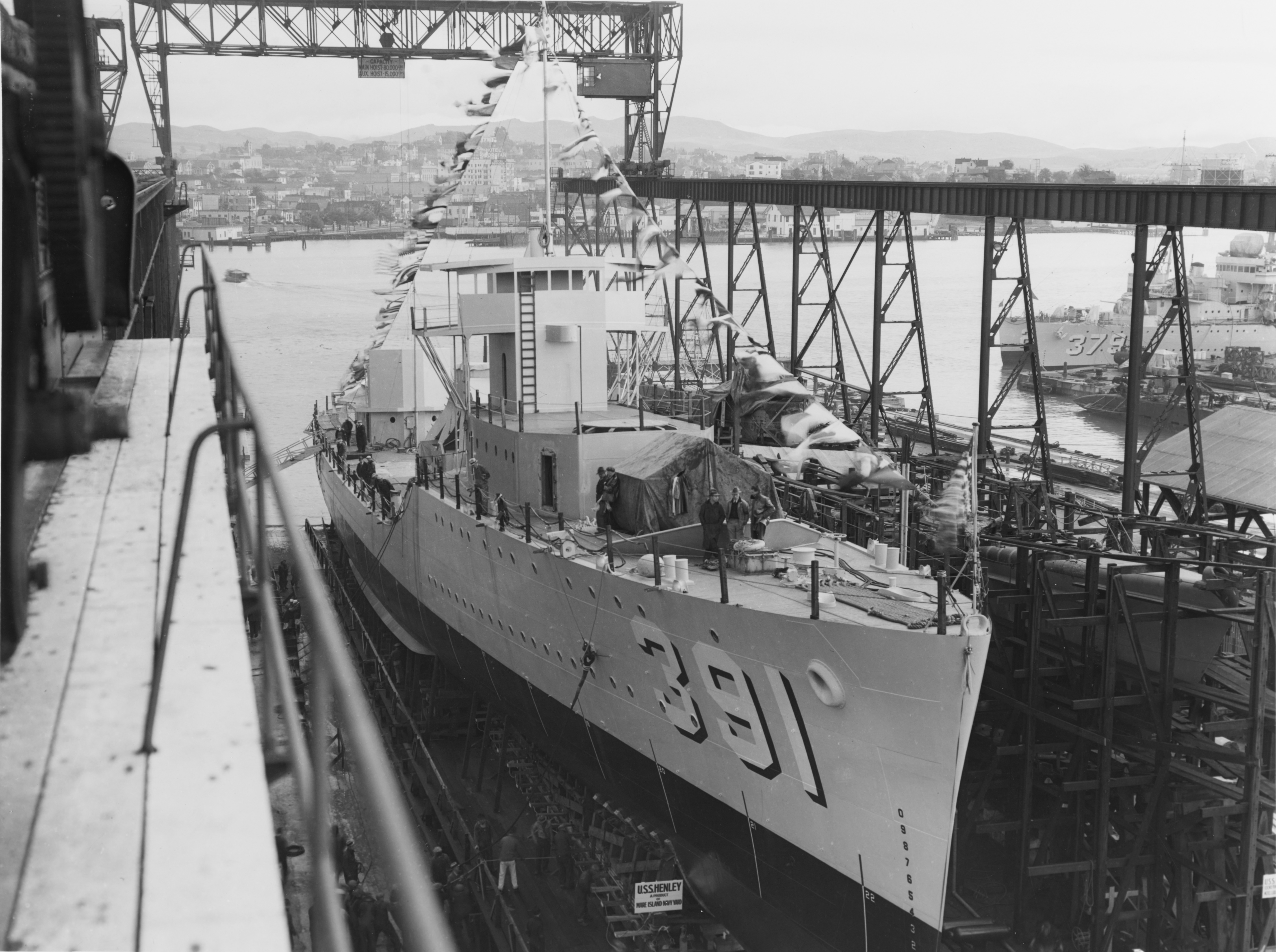
Rozestavěný torpédoborec USS Henley (DD-391)

Stavba této třídy byla schválena ve fiskálním roce 1934. Stavba byla objednána roku 1935. Konstrukčně navazovaly na třídu Gridley. Mezi odlišnosti patřil zesílený trup a vylepšený pohonný systém navazující na třídu Mahan. Celkem bylo postaveno osm jednotek. Do aktivní služby byly přijaty v roce 1937.
Jednotky třídy Bagley:
| Jméno                 | Loděnice              | Zahájení stavby | Spuštění na vodu | Zařazena do služby | Osud |
| --------------------- | --------------------- | --------------- | ---------------- | ------------------ | --- |
| Bagley (DD-386)       | Norfolk Navy Yard     | 1935            | 3. září 1936     | červen 1937        | Vyškrtnut 1947. |
| Blue (DD-387)         | Norfolk Navy Yard     | 1935            | 27. května 1937  | srpen 1937         | Potopen v bitvě o Guadalcanal. Dne 22. srpna 1942 těžce poškozen torpédem z japonského torpédoborce Kawakaze a druhý den potopen vlastní posádkou.                    |
| Helm (DD-388)         | Norfolk Navy Yard     | 1935            | 27. května 1937  | říjen 1937         | Vyškrtnut 1947. |
| Mugford (DD-389)      | Boston Navy Yard      | 1935            | 31. října 1936   | srpen 1937         | V červenci 1946 použit při jaderných testech na atolu Bikini. Dne 22. března 1948 potopen.                                                                            |
| Ralph Talbot (DD-390) | Boston Navy Yard      | 1935            | 31. října 1936   | říjen 1937         | V červenci 1946 použit při jaderných testech na atolu Bikini. Dne 8. března 1948 potopen.                                                                             |
| Henley (DD-391)       | Mare Island Navy Yard | 1935            | 11. ledna 1937   | srpen 1937         | Dne 3. října 1943 poblíž Nové Guineje potopen japonskou ponorkou RO-108.                                                                                              |
| Patterson (DD-392)    | Puget Sound Navy Yard | 1935            | 6. května 1937   | září 1937          | Vyškrtnut 1947. |
| Jarvis (DD-393)       | Puget Sound Navy Yard | 1935            | 6. května 1937   | říjen 1937         | Potopen v bitvě o Guadalcanal. Dne 8. srpna 1942 u Guadalcanalu poškozen torpédem z bombardéru Micubiši G4M1. Druhý den jižně od ostrova potopen japonským letectvem. |

## Konstrukce

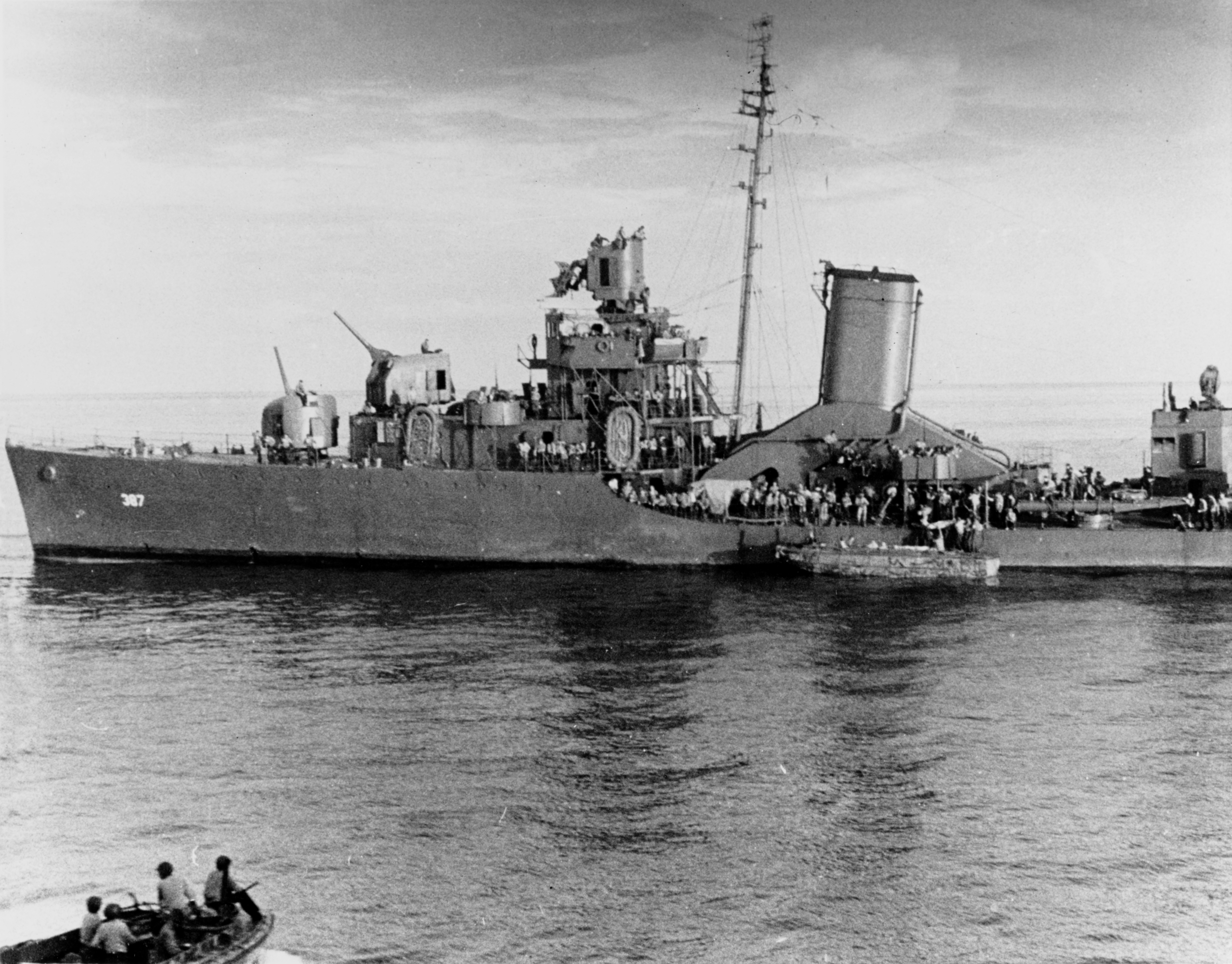
Torpédoborec USS Blue (DD-387) v srpnu 1942 s trosečníky z bitvy u ostrova Savo

Základní výzbroj tvořily čtyři 127mm/38 kanóny Mk 12. Dva se nacházely v příďových dělových věžích, přičemž zadní pár kanónů stál v nekrytých postaveních. Dále nesly čtyři čtyřhlavňové 533mm torpédomety (dva na každém boku trupu) a protiletadlovou výzbroj skládající se ze čtyř 12,7mm kulometů M2 Browning. K ničení ponorek sloužily dva spouštěče hlubinných pum se zásobou čtrnáct náloží. K jejich lokalizaci sloužil sonar QCA. Pohonný systém odpovídal třídě Mahan. Tvořily ho čtyři kotle Babcock and Wilcox a dvě turbíny General Electric o výkonu 49 000 hp, pohánějáící dva lodní šrouby. Nejvyšší rychlost dosahovala 38,5 uzlů. Dosah byl 6500 námořních mil při rychlosti dvanáct uzlů.

### Modifikace
Během služby byla zejména posilována protiletadlová výzbroj. Roku 1942 kulomety nahradilo šest 20mm kanónů Oerlikon. V dalším průběhu roku byl na přeživší plavidla instalován ještě sedmý stejný 20mm kanón, přičemž protiponorkovou výzbroj posílily čtyři vrhače hlubinných pum se zásobou 44 náloží. Za války byla většina přeživších plavidel vybavena radary SC, SG a Mk.12 & 22. Roku 1944 dostala přežiší plavidla ještě 40mm dvojkanón Bofors. Neobvyklé bylo, že silnou torpédovou výzbroj si torpébdoborce ponechaly po celou válku.

## Operační nasazení

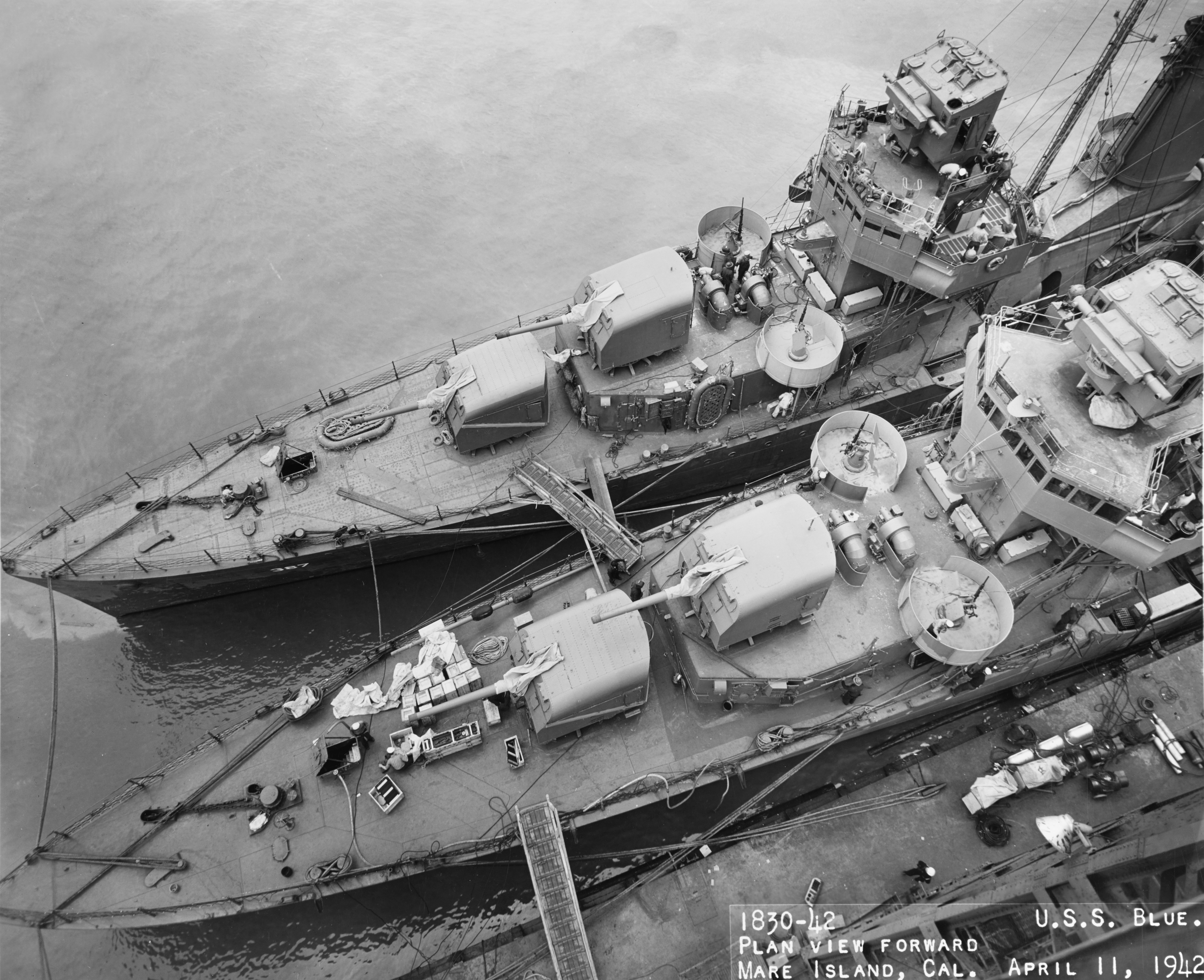
Torpédoborce Blue (DD-387) a Ralph Talbot (DD-390)

Celá třída byla nasazena v bojích druhé světové války. V době napadení USA v prosinci 1941 byly všechny dislokovány v Pearl Harboru, kde tvořily 4. eskadru torpédoborců. Poté se podílely na počátečních amerických protiútocích na počátku roku 1942 a bojích u Guadalcanalu v jeho druhé polovině. V guadalcanalské kampani přitom byly potopeny Jarvis (s celou posádkou) a Blue, zatímco Mugford, Patterson, Helm a Ralph Talbot vyvázly s různou mírou poškození. Henley byl potopen v roce 1943 poblíž Nové Guineje japonskou ponorkou RO-108. Zahynulo 17 mužů. V Pacifiku zbylé torpédoborce operovaly až do konce války.
Nedlouho po válce byly všechny vyřazeny. Tři byly sešrotovány, ale Mugford a Ralph Talbot byly roku 1946 použity jako cvičné cíle při jaderných testech Able a Baker na atolu Bikini. Oba výbuch přečkaly, byly na nich následně zkoumány účinky radioaktivity a roku 1948 byly konečně potopeny poblíž Kwajaleinu.